# Partido de los Trabajadores Socialistas de Alemania
El Partido de los Trabajadores Socialistas de Alemania o Partido Obrero Socialista de Alemania (en alemán: Sozialistische Arbeiterpartei Deutschlands, SAPD) fue un partido político de Alemania. 

## Historia
Fue fundado el 4 de octubre de 1931 por unos 20.000 miembros, provenientes del ala izquierda del Partido Socialdemócrata de Alemania SPD, entre los cuales estaban seis miembros del grupo parlamentario del SPD Kurt Rosenfeld, Max Seydewitz, Agosto Siemsen, Heinrich Stroebel, Hans Ziegler y Andreas Portune. En 1931, se unieron a este partido los restos del Partido Socialdemócrata Independiente de Alemania, al cual pertenecían Anna Siemsen, Theodor Liebknecht y Kate Frankenthal , y en 1932 algunos disidentes del Partido Comunista de Alemania, como Heinrich Stahmer, hicieron lo mismo, así como militantes del Partido Comunista - Oposición, como Paul Frölich, Jacob Walcher, August Enderle, August Ziehl y Heinrich Galm. También ingresaron, la Federación Socialista dirigida por Georg Ledebour, la comunidad trabajadora por una política socialista de izquierda, con Fritz Küster como líder, e intelectuales marxistas independientes como Fritz Sternberg. De todos modos, su afiliación se mantuvo pequeña. 

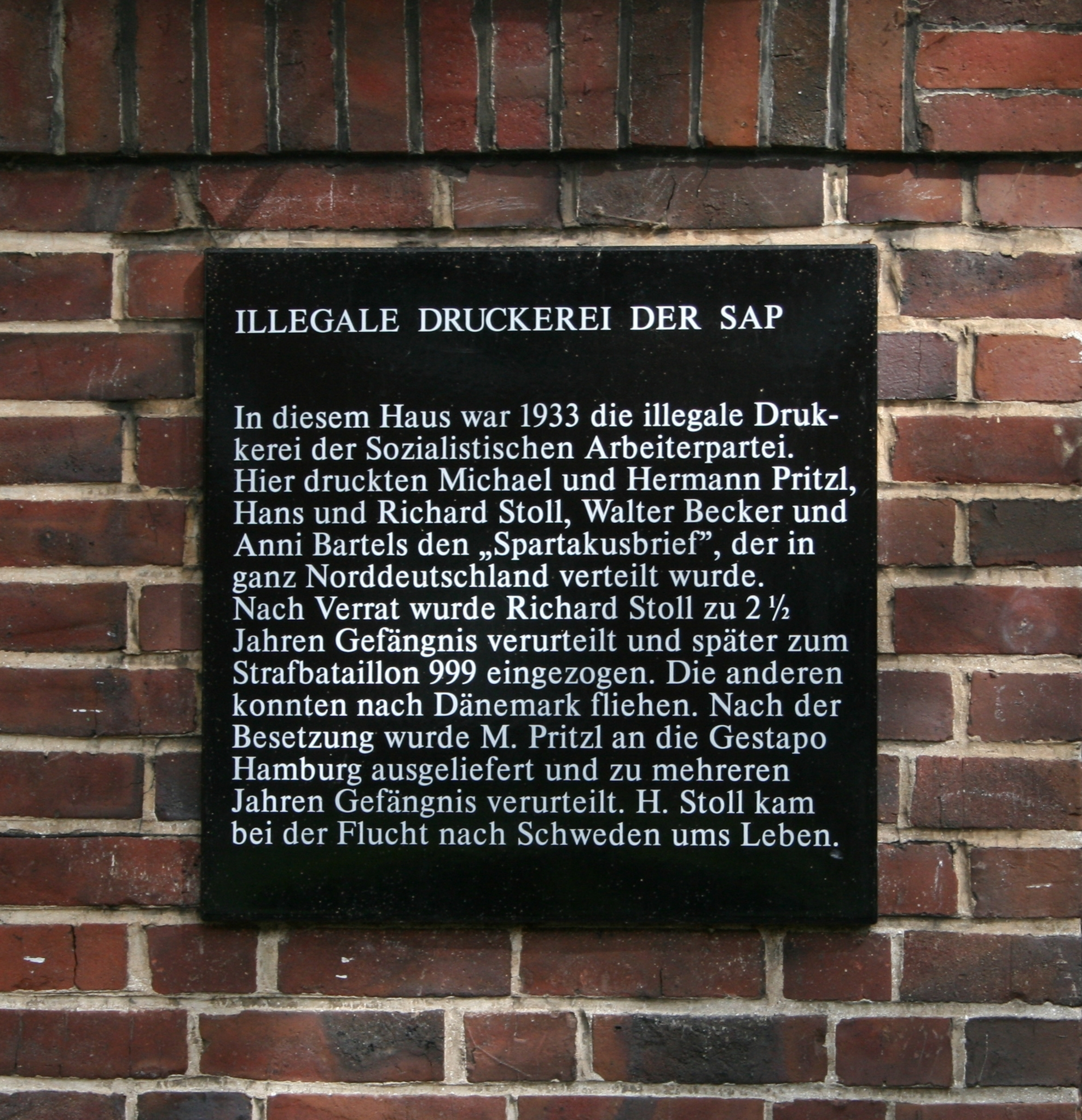
Placa en el local donde funcionaba la imprenta clandestina del SAPD en Hamburgo.

El SAPD hizo una campaña vehemente por un frente único de la socialdemocracia, los comunistas, los sindicatos y otras organizaciones de masas del movimiento obrero para enfrentar al nazi-fascismo, pero no tuvo éxito.
Desde 1933, los miembros del grupo trabajaron ilegalmente contra el nazismo. Más de la mitad de los miembros participaron en la resistencia en el interior del país. Muchos miembros de SAPD fueron encarcelados o llevados a campos de concentración, algunos fueron asesinados, como Ernst Eckstein y Franz Bobzien.
Después de 1937 la mayoría de las estructuras SAPD habían sido destruidas por la represión, solo círculos pequeños continuaron activos, en parte hasta el final de la guerra en 1945). En el exilio (el ejecutivo estaba en París), el SAPD participó en el Círculo Lutetia para tratar de conformar un Frente Popular alemán. Militantes del SAPD de combatieron durante la guerra civil española en las milicias del Partido Obrero de Unificación Marxista POUM. 
Desde 1939, se rompieron todos los contactos entre el exilio y grupos clandestinos en el interior, debido al estallido de la guerra. A partir de entonces, las estructuras en el exilio mostraron tendencias de desintegración y  se dividieró la dirección por los debates entre Walcher y Frölich. 
Después de 1945, la mayoría de los militantes se integraron al SPD o al SED.  Algunos exmiembros de SAPD, como Fritz Lamm, desempeñaron un papel importante en la izquierda radical independiente de los años 1950 y 1960.

## Willy Brandt
En su ciudad natal de Lübeck, el joven Herbert Karl Frahm, luego conocido como Willy Brandt, se afilió al SAPD, contraviniendo los deseos de su mentor Julius Leber. En su autobiografía Brandt escribió: 

En otoño de 1931, los nazis y los nacionalistas alemanes, la SA y los hombres con cascos de acero se unieron para formar el "Frente de Harzburg". (...) Fue en ese momento cuando el ala izquierda de los socialdemócratas se separó, como resultado de medidas en conexión con la organización y la disciplina tomadas por los líderes del partido. Unos pocos parlamentarios del Reichstag, varios grupos activos -sobre todo en Sajonia- y una larga proporción de jóvenes socialistas siguieron a los que reclamaban la necesidad de fundar un nuevo Partido de los Trabajadores Socialistas.

## Actividad internacional
En 1934 la juventud del partido tomó parte en la fundación de la Oficina Internacional de Organizaciones Juveniles Revolucionarias. El congreso, que tuvo lugar en los Países Bajos, fue disuelto por la policía holandesa. Varios delegados del SAPD fueron entregados a las autoridades alemanas. El congreso fue reconvocado en Lille. Brandt sería elegido como Secretario de la organización, trabajando en Suecia para la Oficina.
El SAPD estaba afiliado al Centro Marxista Revolucionario Internacional, pero rompió con el partido principal de esa internacional, el Partido Laborista Independiente, por la cuestión del frente unido y el frente popular.
Durante la Segunda Guerra Mundial varios miembros del SAPD emigraron a Gran Bretaña y trabajaron para el partido desde allí. Muchos de ellos acabarían como miembros del SPD. Tras la guerra, el SAPD no fue refundado de nuevo. Willy Brandt sería líder del SPD.